# Schmedenstedt
Schmedenstedt ist ein Dorf und Ortsteil der Stadt Peine in Niedersachsen.

## Geographie
Schmedenstedt liegt südlich des Stadtkerns von Peine, östlich von Ilsede etwas südlich der K 71.

## Geschichte
Die erste urkundliche Erwähnung Schmedenstedts stammt vom 6. August 1166: Der Bischof Hermann von Hildesheim verpfändete seinen Hof in Schmedenstedt für 70 Mark an seinen Ministerialen Ulrich von dem Beke, um eine Kaiser Friedrich I. Barbarossa zugesagte Ablöse für dessen Heerfahrt nach Italien bedienen zu können. Schmedenstedt war zeitweise Sitz eines Archidiakonats im Bistum Hildesheim. Das Dorf hat fast eintausend Jahre als eigenständiges Dorf existiert, bevor es am 1. März 1974 nach Peine eingemeindet wurde.

## Politik

### Ortsrat
Der Ortsrat, der Schmedenstedt vertritt, setzt sich aus fünf Mitgliedern zusammen. Die Ratsmitglieder werden durch eine Kommunalwahl für jeweils fünf Jahre gewählt.
Bei der Kommunalwahl 2021 ergab sich folgende Sitzverteilung:
| Ortsrat 2021Insgesamt 5 Sitze - SPD: 1 - Unabh.: 1 - CDU: 3 |

### Ortsbürgermeister
Ortsbürgermeister ist seit dem 1. November 2021 Hagen Karl Werner Heuer (CDU).

## Wappen
Das Wappen zeigt eine rote asymmetrische Eiche mit einem großen mit zwei Eicheln und Eichenblättern behangenen Ast über einem roten Amboss auf einem goldenen Schild mit schwarzem Schildfuß. Der Amboss symbolisiert eine Schmiede und gibt somit den Ortsnamen als „Schmiedestätte“ wieder. Die Farbgebung Rot-Gold weist auf die jahrhundertelange Zugehörigkeit (bis 1802) zum ehemaligen Hochstift Hildesheim hin. Der Baum stellt die sogenannte „Muttereiche“ dar, die in ihrem realen Vorbild einen Stammumfang von fünfeinhalb Metern aufweist.
Das Wappen wurde am 16. Oktober 1951 vom niedersächsischen Innenminister genehmigt, der Entwurf stammt von Rudolf Dehnke.

## Kultur und Sehenswürdigkeiten

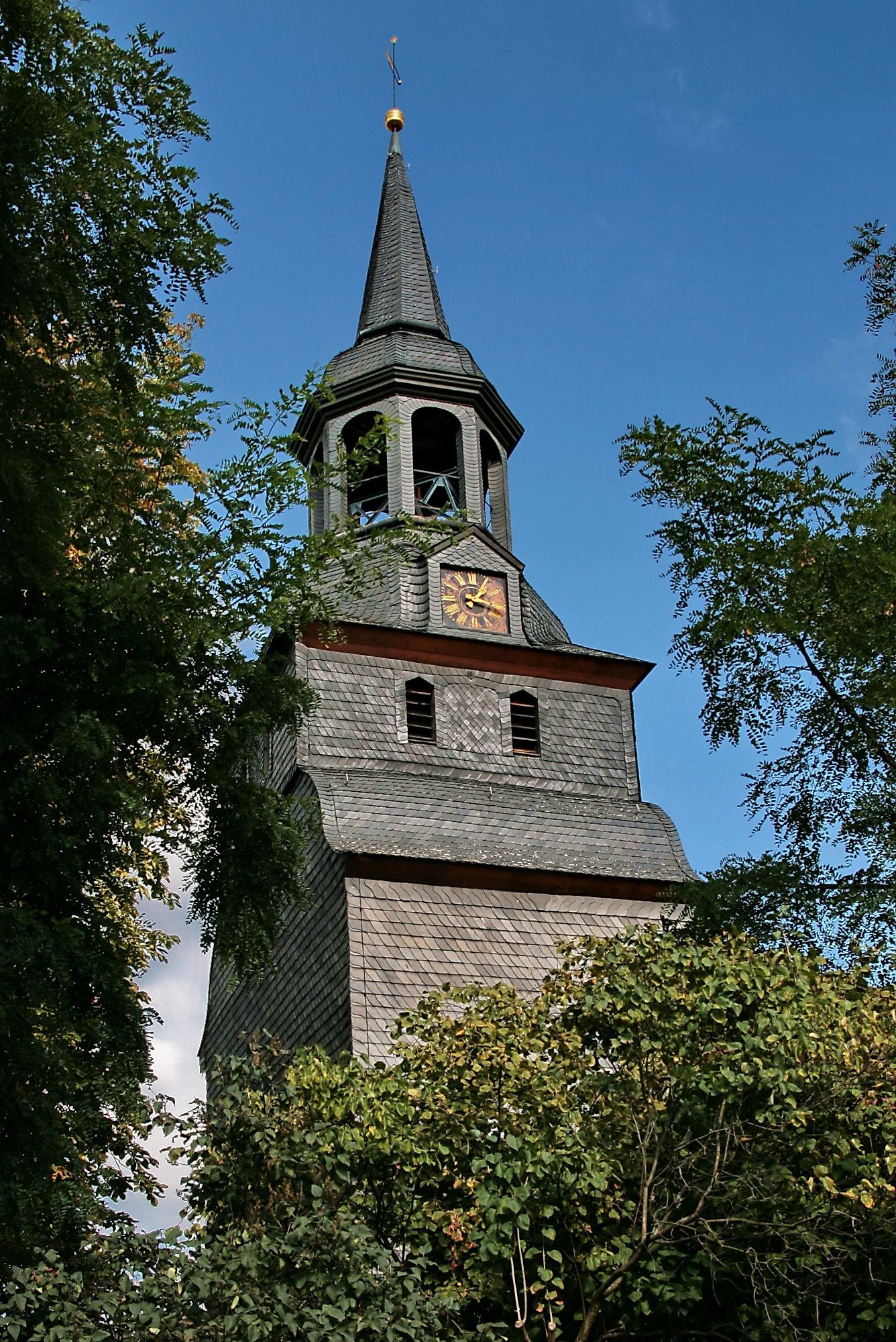
St. Georgskirche

- Im Schmedenstedter Holz stand bis 2019 die urtümliche, unter Naturschutz stehende „Muttereiche“ mit einem Stammumfang von fünfeinhalb Metern. In einem Sturm im Frühjahr 2019 brach der durch einen Blitzschlag und Trockenheit geschädigte Baum in sich zusammen. Die Muttereiche ist Vorbild für die Eiche im Wappen.
- Die Schmedenstedter Kirche St. Georg von 1612 ist eines der hervorragendsten Kunstdenkmale des Peiner Landes, da im Inneren des Fachwerkgebäudes Wandmalereien aus der Bauzeit erhalten sind.
- Der örtliche Sportverein wurde 1925 gegründet und bietet Fußball, Badminton, Bogensport, Tischtennis, Lateinamerikanische Tänze, Dart, Gymnastik, Kinderturnen und Mutter-Kind-Sport an.

## Söhne und Töchter von Schmedenstedt
- Friedrich Knoke (1844–1928), Altphilologe, suchte den Ort der Varusschlacht vergeblich in Bad Iburg und an anderen Stellen
- Karl Knoke (1841–1920), deutscher lutherischer Theologe und Hochschullehrer
- Heinrich-Hermann Ulrich (1914–1983), deutscher Theologe, Direktor im Diakonischen Werk